# Cal·lístrat (músic)
Cal·lístrat (en llatí Callistratus, en grec antic Καλλίστρατος) fou un músic grec que va escriure una cançó sobre Harmodi el tiranicida que va matar a Hiparc, que sembla que va ser molt popular a l'antiguitat.
Suides n'esmenta el començament, però Ateneu la va conservar sencera.